# Stefan Kießling
Stefan Kießling (* 25. ledna 1984, Lichtenfels) je bývalý německý fotbalový útočník, který velkou část kariéry nastupoval za prvoligový německý klub Bayer Leverkusen a též za německou fotbalovou reprezentaci. Než přišel do Leverkusenu, tak nastupoval za 1. FC Norimberk. Hrál na pozici středního útočníka a preferuje kop pravou nohou. Je to nejlepší střelec 1. německé fotbalové Bundesligy sezony 2012/13 (dal v ní 25 gólů).

## Klubová kariéra

### 1. FC Norimberk
Debut mezi seniory odehrál za 1. FC Norimberk, kam přestoupil z mládežnické akademie Eintrachtu Bamberg. V Norimberku působil po dobu čtyř sezón a postupně se propracovával do základní jedenáctky. Na konci první sezóny se tým ocitl mezi sestupujícími týmy, a tak byl Kießlingův druhý rok v druhé německé lize. Následující sezónu již tým opět nastupoval v nejvyšší soutěži. Před přestupem, v sezóně 2005/06, již odehrál 31 utkání a vstřelil 10 branek. Na konci června 2006 odešel do Leverkusenu.

### Bayer 04 Leverkusen
Již v první sezóně se Kießling dostal do základní jedenáctky, stal se důležitým hráčem týmu a vybojoval s ním páté místo. O dva roky později přišlo finále v německém poháru (DFB-Pokal), kde se Leverkusenu nepodařilo zvítězit. V sezóně 2009/10 Leverkusen obsadil čtvrtou příčku, Stefan se stal s 21 góly ve 33 zápasech druhým nejlepším střelecem ligy po Edinu Džekovi. Kießling podepsal se svým stávajícím klubem smlouvu až do roku 2015, utnul tím všechny spekulace o případném odchodu a připravil se na zahájení své páté sezóny v týmu. Ve 30. bundesligovém kole 20. dubna 2013 přispěl dvěma góly k vítězství 5:0 nad Hoffenheimem. 4. května 2013 vstřelil v 62. minutě gól z pokutového kopu proti domácímu Norimberku, zvyšoval tak na konečných 2:0. 11. května 2013 ve 33. bundesligovém kole přispěl jedním gólem k vítězství 3:1 nad Hannoverem. V posledním kole Bundesligy 17. května 2013 rovněž skóroval, vstřelil gól proti Hamburku a zařídil výhru 1:0. Byl to jeho 25. ligový gól sezóny, díky němuž se stal králem střelců německé Bundesligy 2012/13 o jednu branku před Robertem Lewandowskim z Borussie Dortmund.
18. října 2013 vstřelil „fantomový gól“ (jak jej nazval komentátor televizní stanice Sport1) proti TSG 1899 Hoffenheim, kterým pomohl k výhře 2:1. Stalo se to, že míč z jeho hlavy doputoval za záda soupeřova brankáře dírou v síti a rozhodčí gól uznal. Hráči Leverkusenu včetně Kießlinga viděli, že šlo o neregulérní gól a poté, co jej rozhodčí uznal, neupozornili jej na chybu a začali slavit. Vedení Hoffenheimu oznámilo, že se proti výsledku odvolá. Ve hře byla možnost opakovaného zápasu, k čemuž nakonec nedošlo a výsledek zůstal v platnosti.
23. října 2013 vstřelil dva góly (již regulérní) v domácím utkání základní skupiny Ligy mistrů 2013/14 ukrajinskému Šachtaru Doněck, Leverkusen zvítězil 4:0.

## Reprezentační kariéra
Svůj reprezentační debut si Kießling odbyl 28. března 2007 v přátelském zápase proti Dánsku. Od té doby odehrál za Německo dalších pět utkání, zatím bez jediné vstřelené branky. Byl nominován jako jeden ze šesti útočníků do sestavy na mistrovství světa ve fotbale 2010 v Jihoafrické republice, kde Německo získalo bronzové medaile. Tam odehrál dva zápasy – proti Anglii, kdy střídal v 83. minutě Özila a proti Uruguayi, kdy v 73. minutě vystřídal Cacaua.

## Individuální úspěchy
- 1× nejlepší střelec německé Bundesligy (2012/13 – 25 gólů)[8]

## Osobní život
Za ženu si vzal svou přítelkyni Norinu, se kterou vychovává syna Taylera.